# Antonín Hudeček
Antonín Hudeček (Loucká bij Ředhoště (gemeente Mšené-lázně), 14 januari 1872 - Častolovice, 11 augustus 1941) was een Tsjechische landschapsschilder.

## Biografie
Nadat hij zijn middelbare studie beëindigd had aan het gymnasium in Roudnice nad Labem (Roudnice aan de Elbe), begon Antonín Hudeček in 1887 kunststudies aan de Academie voor Schone Kunsten in Praag bij Maximilian Pirner. Na vier jaar studie in Praag, zette hij zijn studies gedurende twee jaar voort bij Otto Seitz in München en daarna nog eens twee jaar bij Václav Brožík terug in Praag.
In 1895 begon hij een atelier met Antonín Slavíček en sloot zich aan bij de groep schilders rond Julius Mařák, de grondlegger van het Tsjechische impressionisme die in de buurt van Okoř werkte en het schilderen 'en plein air' beoefende. In die eerste periode schilderde hij een reeks impressionistische, bijna pointillistische werken met zomer- en nachtlandschappen maar ook lyrische figuurschilderijen met de figuren geplaatst in idyllische landschappen. In 1898 exposeerde hij voor een eerste keer in het Mánes kunstverein in Praag en twee jaar later in Wenen.
In 1902 maakte hij een Italiëreis met Jan Preisler en ging nadien in Keulen werken. In 1909 ging hij voor een tweede keer naar Italië en bezocht hij Sicilië. Deze tweede Italiëreis zou zijn stijl sterk beïnvloeden. Hij schilderde veel expressieve zee- en kustlandschappen met een stevige penseelstreek. Na zijn terugkeer schilderde hij landschappen in de omgeving van Rychnovská, Police nad Metují en Kolín. Hij maakte in de daaropvolgende jaren verschillende studiereizen, onder meer naar Rügen in 1914 en 1915, naar de Alpen in 1916 en naar Banská Bystrica in de Hoge Tatra in 1920 en 1921. In 1927 vestigde hij zich in Častolovice, waar hij tot het einde van zijn leven bleef wonen. In 1930 werd hij lid van de Tsjechische Academie van Wetenschappen en Kunsten.

## Galerij

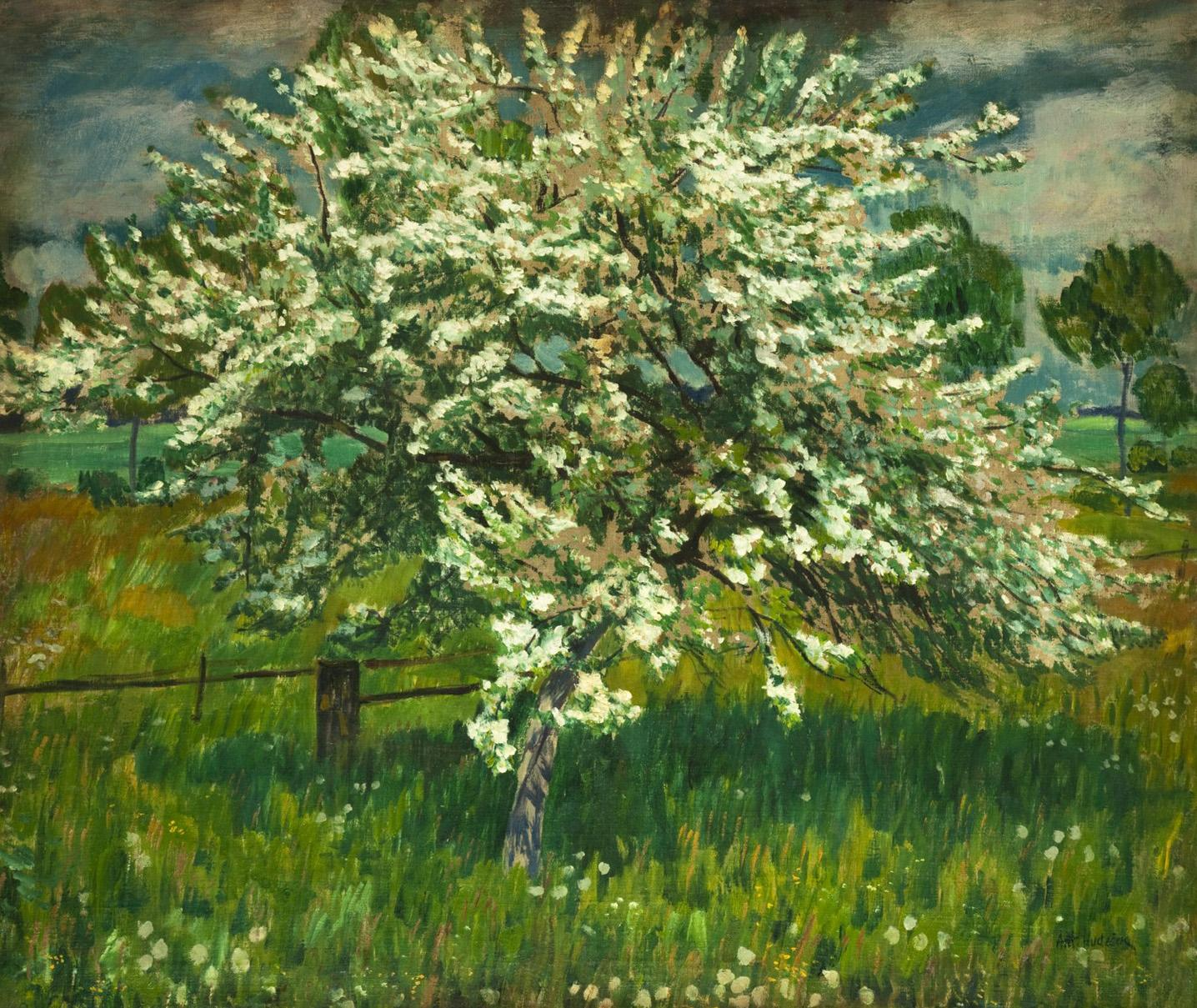
Bloeiende appelboom
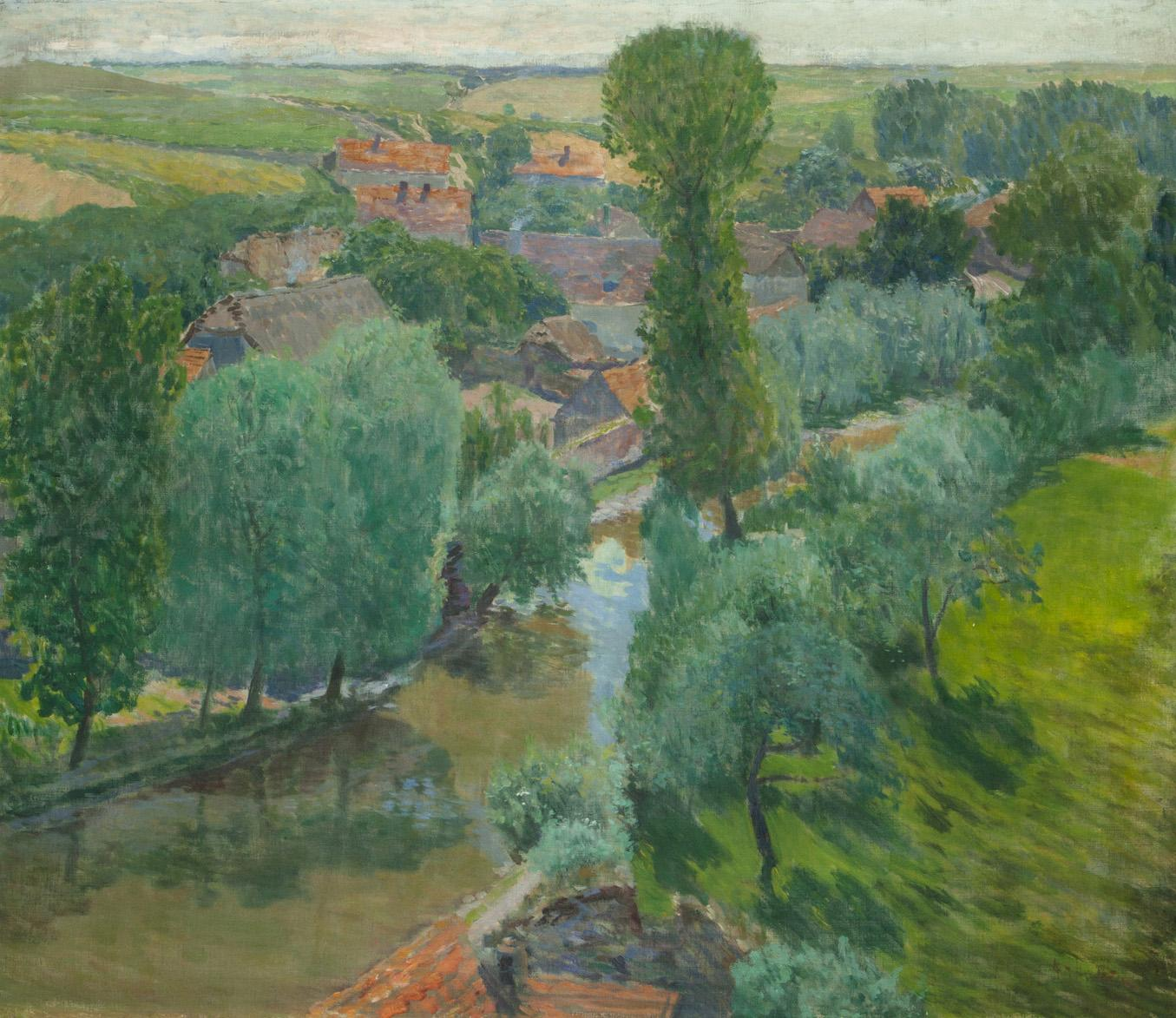
Zicht op Okoř, ca. 1900
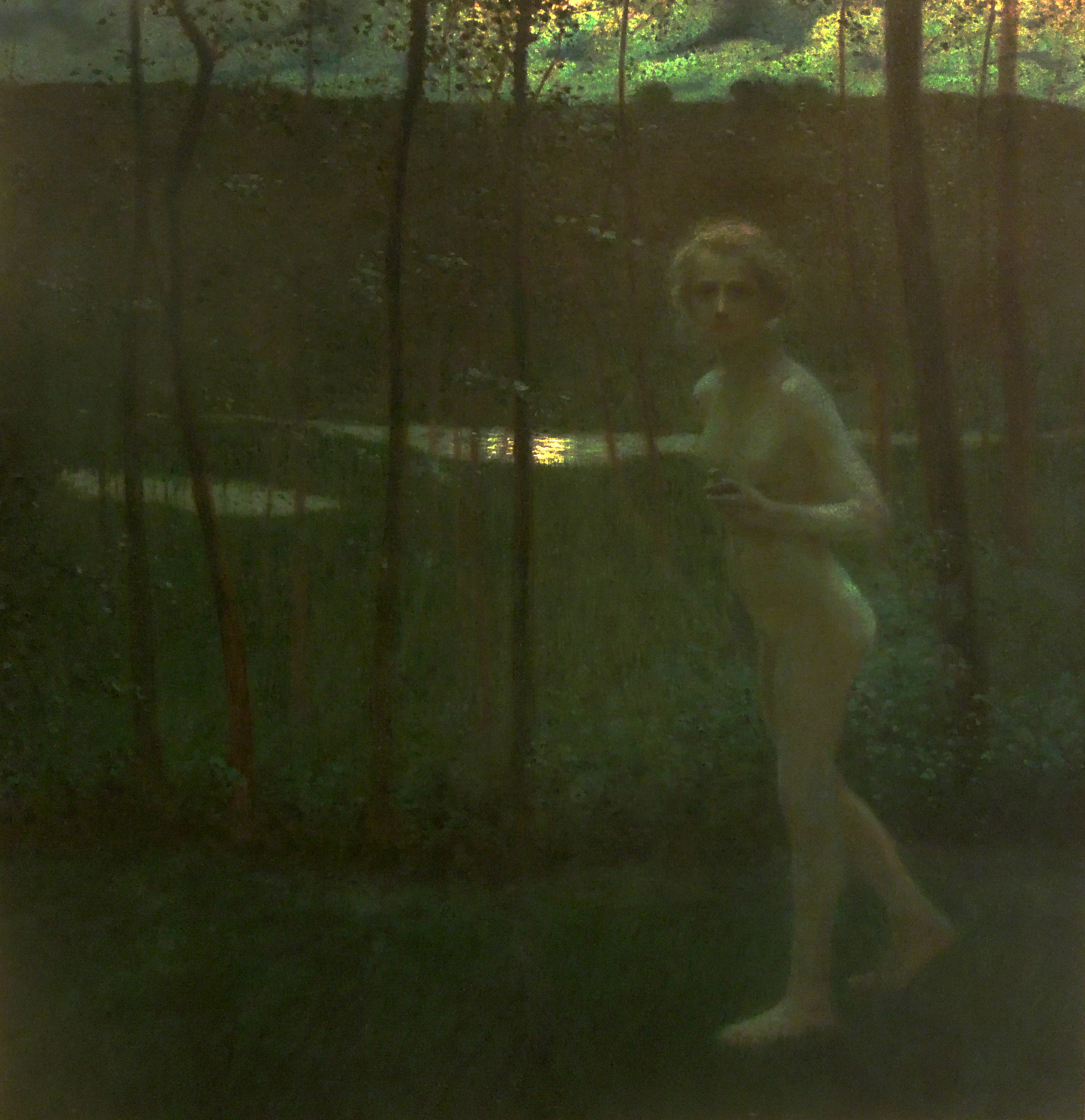
Psyche, 1901, Národní galerie v Praze
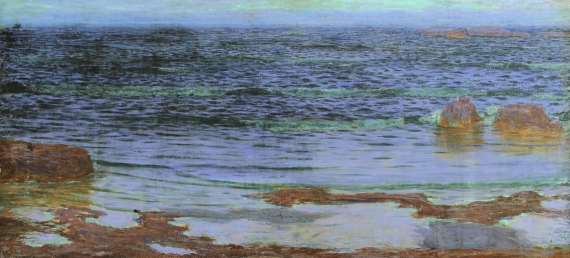
Zeezicht bij Syracuse, ca 1909
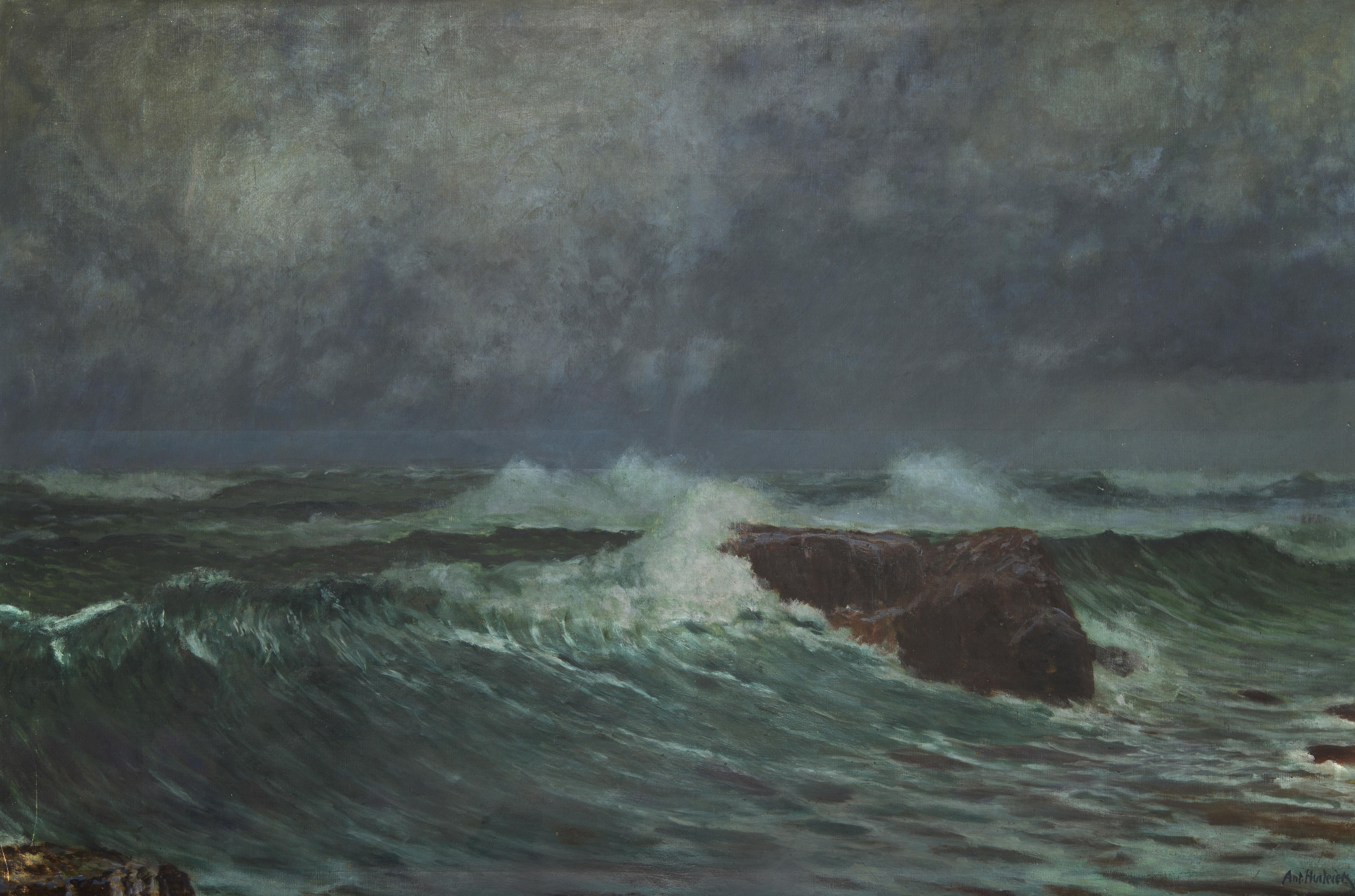
Before the storm, ca. 1912
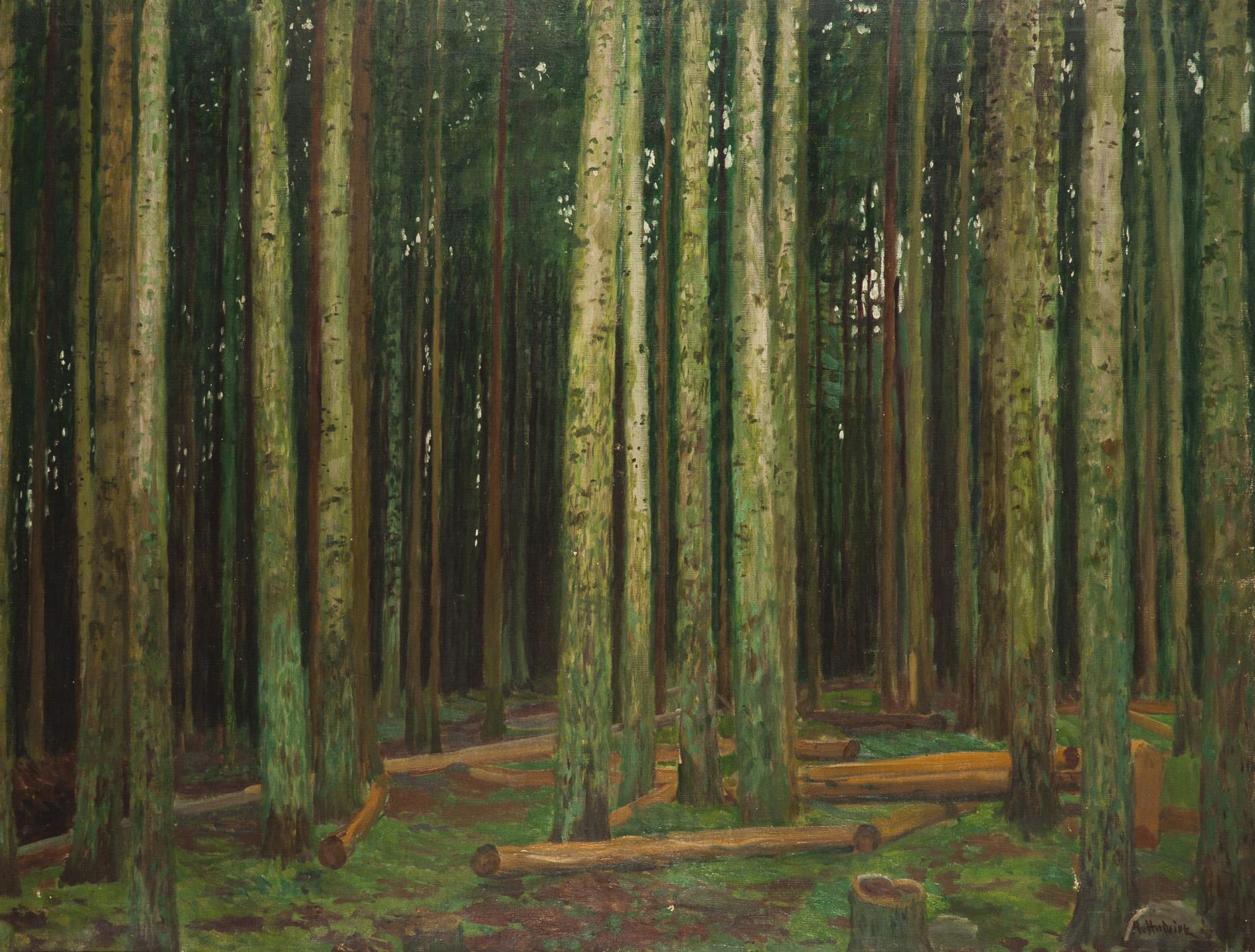
In het hart van het woud
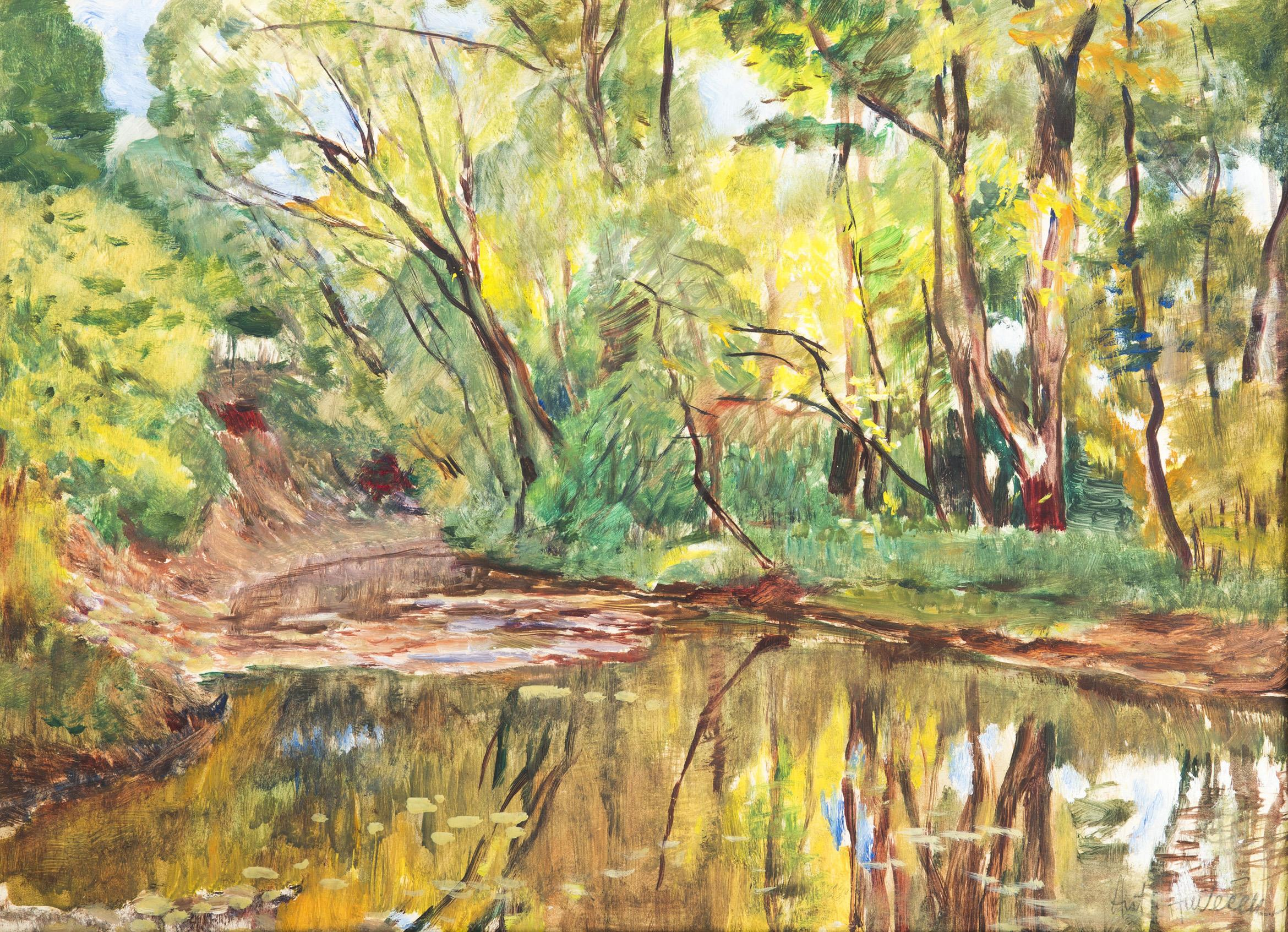
Riviertje in het bos

## Weblinks
- Antonín Hudeček – Artworks op The Athenaeum.

- Gemeinsame Normdatei: 128496908
- International Standard Name Identifier: 0000 0000 6679 7076
- Library of Congress Control Number: n84113334
- Nationale Bibliotheek van Tsjechië: jn20000401111
- RKD-Nederlands Instituut voor Kunstgeschiedenis: 40283
- Union List of Artist Names: 500080711
- Virtual International Authority File: 1066238
- WorldCat: E39PBJqkbBcKDFmqWP7G6rt7pP